# Воровешти (Јаши)
Воровешти (рум. Vorovești) насеље је у Румунији у округу Јаши у општини Мирослава. Oпштина се налази на надморској висини од 76 m.

## Становништво
Према подацима из 2002. године у насељу је живело 670 становника, од којих су сви румунске националности.